# Persienne

En persienne eller et rullegardin er en vinduesafskærmning. Der er mange forskellige slags persienner, som kan styres og reguleres. En typisk persienne består af flere lange vandrette eller lodrette lameller af forskellige typer hårdt materiale, herunder træ, plastik, el.lign., som holdes sammen af snore, der løber gennem persiennens lameller.